# Pallavolo Villanterio 2011-2012
Questa voce raccoglie le informazioni riguardanti la Pallavolo Villanterio nelle competizioni ufficiali della stagione 2011-2012.

## Stagione
La stagione 2011-12 è per la Pallavolo Villanterio di Pavia, sponsorizzata dalla Riso Scotti, la quarta consecutiva in Serie A1: nonostante la retrocessione maturata nell'annata precedente, il club viene ripescato in massima serie a causa delle defezioni di alcune società. La rosa viene completamente modificata, puntando sulla linea giovane con l'acquisto di giocatrici nata quasi tutte negli anni novanta come Alessia Gennari e Martina Balboni a cui vengono affiancate qualche pallavolista esperta come la serba Gorana Maričić, poi ceduta a campionato in corso sostituita da Jaline Prado, la slovacca Ivana Bramborová e la bulgara Gabriela Koeva; a metà campionato viene ingaggiata anche la centrale Ilijana Petkova.
In campionato, il girone di andata è scarno di successi: la formazione lombarda non vince neanche una partita classificandosi all'ultimo posto, con un solo punto guadagnato per aver portato al tie-break la sfida contro l'Asystel Volley di Novara; tale posizione inoltre non consente neanche la qualificazione alla Coppa Italia. Lo stesso copione si ripete anche nel girone di ritorno, eccetto un'unica vittoria per 3-1 contro il Robursport Volley Pesaro. La regular season si chiude con l'ultimo posto in classifica con soli quattro punti, condannando la Pallavolo Villanterio alla retrocessione.

## Organigramma societario
Area direttiva
- Presidente: Alessandro Moda

Area tecnica
- Allenatore: Massimo Lotta
- Allenatore in seconda: Guido Marangi
- Scout man: Michele Biscaldi, Gianpietro Capoferri

Area sanitaria
- Medico: Gianluigi Poma
- Preparatore atletico: Pietro Farina
- Fisioterapista: Massimo Nascimbene

## Rosa
| N° | Nome              | Ruolo | Data di nascita   | Nazionalità sportiva |
| -- | ----------------- | ----- | ----------------- | -------------------- |
| 2  | Alice Degradi     | S     | 10 aprile 1996    | Italia               |
| 3  | Alessia Gennari   | S     | 3 novembre 1991   | Italia               |
| 4  | Linda Barbieri    | L     | 3 aprile 1993     | Italia               |
| 5  | Martina Balboni   | P     | 29 gennaio 1991   | Italia               |
| 7  | Rosalba Vicinanza | P     | 20 settembre 1994 | Italia               |
| 8  | Gorana Maričić    | S/O   | 8 agosto 1984     | Serbia               |
| 9  | Silvia Fiori      | L     | 18 luglio 1994    | Italia               |
| 10 | Dominique Lamb    | C     | 5 dicembre 1985   | Stati Uniti          |
| 11 | Jaline Prado      | S/O   | 27 dicembre 1979  | Brasile              |
| 13 | Ivana Bramborová  | S     | 11 aprile 1985    | Slovacchia           |
| 15 | Gabriela Koeva    | C     | 25 luglio 1989    | Bulgaria             |
| 18 | Ilijana Petkova   | C     | 10 novembre 1977  | Bulgaria             |

## Mercato
| Acquisti | Acquisti          | Acquisti         | Acquisti   |
| R.       | Nome              | da               | Modalità   |
| -------- | ----------------- | ---------------- | ---------- |
| P        | Martina Balboni   | Universal Modena | definitivo |
| L        | Linda Barbieri    | Asti             | definitivo |
| S/O      | Ivana Bramborová  | Prostějov        | definitivo |
| S        | Alessia Gennari   | Cadelbosco       | definitivo |
| C        | Gabriela Koeva    | Voléro Zurigo    | definitivo |
| C        | Dominique Lamb    | TVC Amstelveen   | definitivo |
| S/O      | Gorana Maričić    | Évreux           | definitivo |
| C        | Ilijana Petkova   | Azərreyl         | definitivo |
| S/O      | Jaline Prado      | Rota             | definitivo |
| P        | Rosalba Vicinanza | Casciavola       | definitivo |

| Cessioni | Cessioni            | Cessioni           | Cessioni   |
| R.       | Nome                | a                  | Modalità   |
| -------- | ------------------- | ------------------ | ---------- |
| P        | Barbara Bacciottini | Casciavola         | definitivo |
| C        | Duygu Bal           | Fenerbahçe         | definitivo |
| S/O      | Valentina Biccheri  | San Casciano       | definitivo |
| S/O      | Blair Brown         | Indias de Mayagüez | definitivo |
| C        | Sara Caroli         | Volley Gropello    | definitivo |
| P        | Stefania Corna      | Cuatto Giaveno     | definitivo |
| S        | Marina Cvetanović   | Cuatto Giaveno     | definitivo |
| C        | Elena Fronza        | Towers             | definitivo |
| C        | Laura Frigo         | Asystel            | definitivo |
| S        | Maiko Kanō          | Beşiktaş           | definitivo |
| S/O      | Gorana Maričić      | Parma              | definitivo |
| L        | Alessia Mastrilli   | Star Falconara     | definitivo |
| L        | Celeste Poma        | Parma              | definitivo |
| P        | Rossana Spinato     | -                  | ritirata   |
| S        | Jessenia Uceda      | San Martín         | definitivo |

## Risultati

### Serie A1

#### Girone di andata
| 1ª giornata - 9 ottobre 2011 PalaBorsani, Castellanza     | Villa Cortese     | 3 - 0 | Pavia               | 25-17, 25-18, 25-17               |
| 2ª giornata - 16 ottobre 2011 PalaRavizza, Pavia          | Pavia             | 1 - 3 | Bergamo             | 16-25, 16-25, 25-23, 17-25        |
| 3ª giornata - 23 ottobre 2011 PalaRaschi, Parma           | Parma             | 3 - 1 | Pavia               | 25-10, 15-25, 25-13, 25-16        |
| 4ª giornata - 30 ottobre 2011 Sporting Palace, Novara     | Asystel           | 3 - 2 | Pavia               | 25-21, 21-25, 25-20, 20-25, 15-13 |
| 5ª giornata - 22 novembre 2011 PalaRavizza, Pavia         | Pavia             | 0 - 3 | River               | 14-25, 28-30, 15-25               |
| 6ª giornata - 27 novembre 2011 PalaYamamay, Busto Arsizio | Busto Arsizio     | 3 - 0 | Pavia               | 25-20, 25-12, 25-19               |
| 8ª giornata - 11 dicembre 2011 PalaCampanara, Pesaro      | Robursport Pesaro | 3 - 0 | Pavia               | 25-14, 25-13, 25-20               |
| 9ª giornata - 18 dicembre 2011 PalaRavizza, Pavia         | Pavia             | 0 - 3 | Universal Modena    | 14-25, 23-25, 23-25               |
| 10ª giornata - 26 dicembre 2011 PalaRuffini, Torino       | Chieri            | 3 - 1 | Pavia               | 25-18, 24-26, 25-22, 25-15        |
| 11ª giornata - 29 dicembre 2011 PalaRavizza, Pavia        | Pavia             | 0 - 3 | Robur Tiboni Urbino | 18-25, 13-25, 22-25               |

#### Girone di ritorno
| 12ª giornata - 6 gennaio 2012 PalaRavizza, Pavia       | Pavia               | 0 - 3 | Villa Cortese     | 22-25, 14-25, 16-25        |
| 13ª giornata - 8 gennaio 2012 PalaNorda, Bergamo       | Bergamo             | 3 - 0 | Pavia             | 25-17, 25-17, 26-24        |
| 14ª giornata - 14 gennaio 2012 PalaRavizza, Pavia      | Pavia               | 1 - 3 | Parma             | 19-25, 25-23, 15-25, 18-25 |
| 15ª giornata - 22 gennaio 2012 PalaRavizza, Pavia      | Pavia               | 0 - 3 | Asystel           | 17-25, 22-25, 12-25        |
| 16ª giornata - 5 febbraio 2012 PalaFranzanti, Piacenza | River               | 3 - 0 | Pavia             | 31-29, 25-18, 31-29        |
| 17ª giornata - 11 febbraio 2012 PalaRavizza, Pavia     | Pavia               | 0 - 3 | Busto Arsizio     | 11-25, 17-25, 19-25        |
| 19ª giornata - 26 febbraio 2012 PalaRavizza, Pavia     | Pavia               | 3 - 1 | Robursport Pesaro | 25-23, 25-17, 22-25, 25-23 |
| 20ª giornata - 4 marzo 2012 PalaPanini, Modena         | Universal Modena    | 3 - 0 | Pavia             | 25-17, 25-14, 25-16        |
| 21ª giornata - 7 marzo 2012 PalaRavizza, Pavia         | Pavia               | 1 - 3 | Chieri            | 23-25, 20-25, 25-10, 18-25 |
| 22ª giornata - 11 marzo 2012 PalaMondolce, Urbino      | Robur Tiboni Urbino | 3 - 1 | Pavia             | 23-25, 25-15, 25-22, 25-14 |

## Statistiche

### Statistiche di squadra
| Competizione | Punti | In casa | In casa | In casa | In trasferta | In trasferta | In trasferta | Totale | Totale | Totale |
| Competizione | Punti | G       | V       | P       | G            | V            | P            | G      | V      | P      |
| ------------ | ----- | ------- | ------- | ------- | ------------ | ------------ | ------------ | ------ | ------ | ------ |
| Serie A1     | 4     | 10      | 1       | 9       | 10           | 0            | 10           | 20     | 1      | 19     |
| Totale       | -     | 10      | 1       | 9       | 10           | 0            | 10           | 20     | 1      | 19     |

G = partite giocate; V = partite vinte; P = partite perse

### Statistiche dei giocatori
| Giocatore     | Serie A1 | Serie A1 | Serie A1 | Serie A1 | Serie A1 | Totale | Totale | Totale | Totale | Totale |
| Giocatore     | P        | PT       | AV       | MV       | BV       | P      | PT     | AV     | MV     | BV     |
| ------------- | -------- | -------- | -------- | -------- | -------- | ------ | ------ | ------ | ------ | ------ |
| M. Balboni    | 20       | 37       | 20       | 8        | 9        | 20     | 37     | 20     | 8      | 9      |
| L. Barbieri   | 19       | -        | -        | -        | -        | 19     | -      | -      | -      | -      |
| I. Bramborová | 20       | 198      | 145      | 13       | 40       | 20     | 198    | 145    | 13     | 40     |
| A. Degradi    | 15       | 46       | 35       | 10       | 1        | 15     | 46     | 35     | 10     | 1      |
| S. Fiori      | 14       | -        | -        | -        | -        | 14     | -      | -      | -      | -      |
| A. Gennari    | 20       | 242      | 199      | 26       | 17       | 20     | 242    | 199    | 26     | 17     |
| J. Prado      | 6        | 53       | 95       | 6        | 2        | 6      | 53     | 95     | 6      | 2      |
| G. Koeva      | 19       | 134      | 102      | 28       | 4        | 19     | 134    | 102    | 28     | 4      |
| D. Lamb       | 16       | 83       | 54       | 23       | 6        | 16     | 83     | 54     | 23     | 6      |
| G. Maričić    | 13       | 107      | 89       | 12       | 6        | 13     | 107    | 89     | 12     | 6      |
| I. Petkova    | 7        | 43       | 32       | 10       | 1        | 7      | 43     | 32     | 10     | 1      |
| R. Vicinanza  | 3        | 0        | 0        | 0        | 0        | 3      | 0      | 0      | 0      | 0      |

P = presenze; PT = punti totali; AV = attacchi vincenti; MV = muri vincenti; BV = battute vincenti